# Завада (Підкарпатське воєводство)
Завада (пол. Zawada) — село в Польщі, у гміні Дембиця Дембицького повіту Підкарпатського воєводства.
Населення — 1432 особи (2011).
У 1975-1998 роках село належало до Тарновського воєводства.

## Демографія
Демографічна структура станом на 31 березня 2011 року:
|          | Загалом | Допрацездатний вік | Працездатний вік | Постпрацездатний вік |
| -------- | ------- | ------------------ | ---------------- | -------------------- |
| Чоловіки | 711     | 158                | 498              | 55                   |
| Жінки    | 721     | 146                | 426              | 149                  |
| Разом    | 1432    | 304                | 924              | 204                  |